# Synagoga Etz Ahayim w Stambule
Synagoga Etz Ahayim w Stambule – synagoga znajdująca się w stambulskiej dzielnicy Ortaköy, przy ulicy Muallim Naci 40/1.
Powstała na miejscu poprzedniej, która uległa doszczętnemu zniszczeniu w wyniku pożaru w dniu 1 października 1941 r.; zachował się jedynie marmurowy aron ha-kodesz, noszący hebrajską inskrypcję. Ta wcześniejsza synagoga również ulegała poważnym uszkodzeniom w pożarach w latach 1703 i 1813.
Na początku lat 90. XX wieku budynek synagogi został odnowiony i ponownie udostępniony wiernym 20 marca 1994 r.
Nazwa synagogi (hebr. ‏עץ החיים‎, ec ha-chajim) oznacza dosłownie „Drzewo Życia” i jest często spotykana w synagogach z czasów bizantyjskich i osmańskich. 
Etz Ahayim została zarejestrowana 27 listopada 1960 r. jako zabytek podlegający ochronie (numer rejestru 1443).